# Торезский городской совет
Торезский городской совет (укр. Торезька міська рада) — местный совет и одна из административно-территориальных единиц в составе Донецкой области Украины. Входит в состав Шахтерской агломерации. Территория совета оккупирована Россией.
17 июля 2020 года территория горсовета была присоединена к Горловскому району. Однако реализовывать невозможно из-за контроля России над ним.

## Состав
На 2019 год
- город Торез/Чистяково — 54 339 чел.
- пгт Пелагеевка — 17 860 чел.
- пгт Рассыпное — 5 015 чел.

Всего: 1 город, 2 пгт (2 поссовета).

## Экономика
Угольная промышленность (ГХК «Торезантрацит»), машиностроение (Торезский электротехнический завод, Торезский завод железобетонной шахтной крепи и другие), цветная металлургия (Торезтвердосплав).